# 班奇宫 (博洛尼亚)

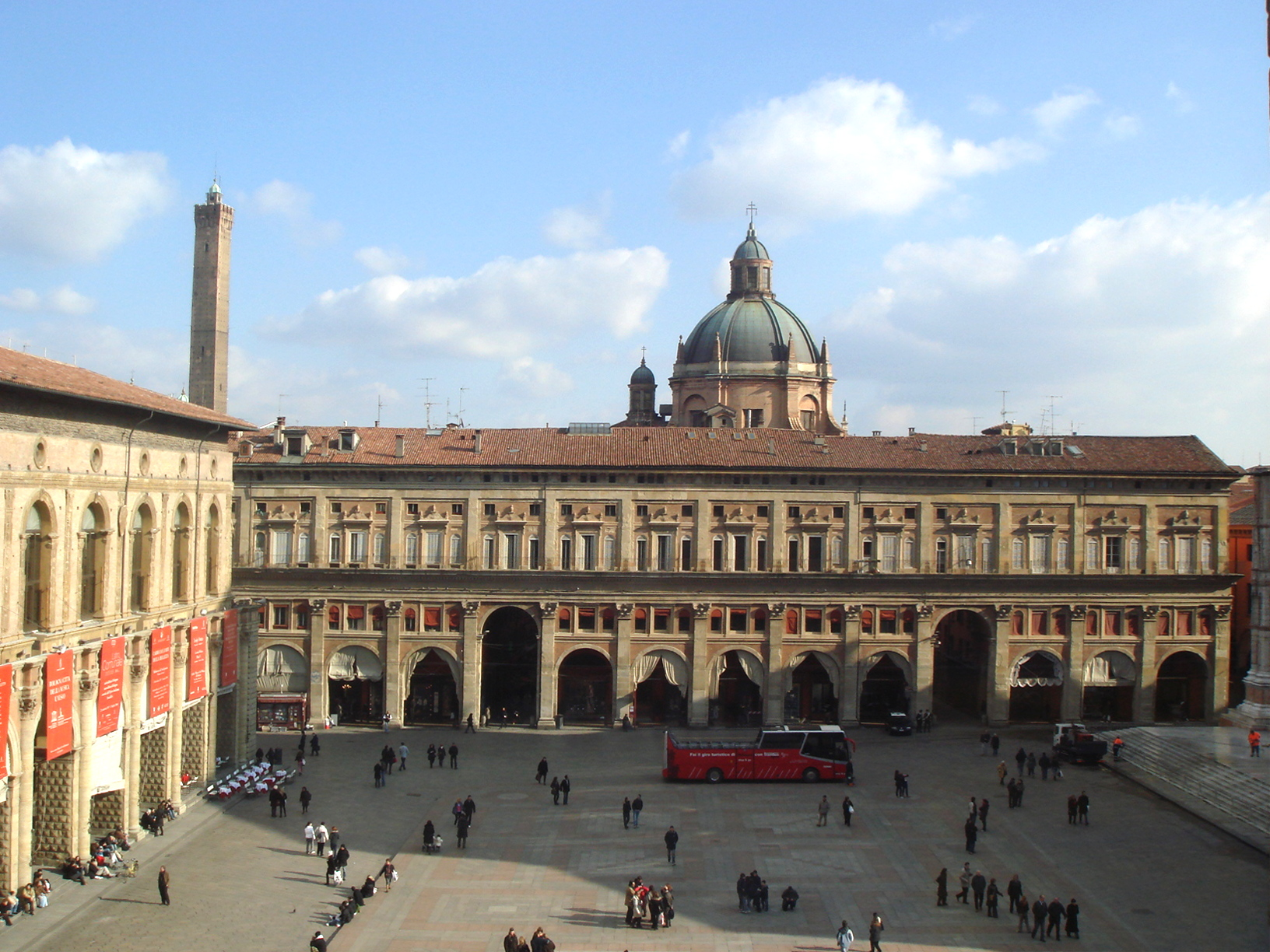
班奇宫

班奇宫（Palazzo dei Banchi）是一座文艺复兴风格的宫殿，位于意大利艾米利亚-罗马涅大区博洛尼亚市中心博洛尼亚主广场（Piazza Maggiore）的东侧。
在16世纪，建成了现在的立面，也许仍然，主广场是博洛尼亚的主要公共广场，周围是宗教和政治治理的中心，包括圣白托略大殿（Basilica di San Petronio）、恩佐王宫（Palazzo Re Enzo）和达古修宫（Palazzo D'Accursio，市政厅）。在16世纪之前，广场的这一端是杂乱无章的房子和店面。1412年，沿广场辟有门廊。在房屋中形成了小街巷：佩舍里·韦奇街（Via Pescherie Vecchie）、克拉沃塔街（Via Clavature）和奥雷菲奇街（Via degli Orefici），每一条都集中某种生意。在毗邻广场的门廊下，来自邻近商店的银行家和商人成立了班奇来经营他们的业务。在15世纪和16世纪，拥有班奇的有贵族和参议员马尔瓦西亚、杜利奥利和阿莫里尼家族。
在1565-1568年，市镇和商人希望在此创造一个赏心悦目的建筑，委托建筑师贾科莫·巴罗齐·达·维尼奥拉做了目前的设计。 不对称的立面上，有15个圆形拱门，其中两个较大，通往上述小巷，而其他拱门较小。所有拱门两侧均有宏伟的科林斯圆柱。每层楼的窗户都有自己的风格主义节奏，使建筑群形成统一的外观。
宫殿通过一座门廊称为帕瓦廖内（Pavaglione）与博洛尼亚大学的主楼之一阿奇吉纳西欧宫（Archiginnasio of Bologna）连接，这个词源于法语 pavillon, 指的是1449年在这里举行的蚕展。
截至2015年，在宫殿后面，有些日期是当地产品的露天市场。宫殿本身由企业和公寓混合使用。在宫殿建筑后面，还有该市的考古博物馆和圣玛丽亚生命教堂（ Santa Maria della Vita）。